# Sunday (historieta)
Sunday es una serie de historieta del oeste creada por el guionista Víctor Mora y los dibujantes Víctor y Ramón de la Fuente para la agencia Selecciones Ilustradas a partir de 1968. Fue el primer wéstern de Víctor de la Fuente, al que seguirían otros más: Amargo, Los Gringos o Tex.

## Creación y trayectoria editorial
Después de abandonar el proyecto de realizar una historieta de ciencia ficción, Selecciones Ilustradas y Víctor de la Fuente acordaron la producción de un western, repartiéndose a la mitad los beneficios que obtendrían.
A pesar de documentarse sobre el Oeste real recurriendo a los cuatro tomos de fotografías recopilados por el Congreso de los Estados Unidos, se optó por crear una serie comercial, alejada de la introspección pretendida inicialmente.
Tras realizar los primeros doce capítulos, Víctor dejó la serie en manos de su hermano, quien dibujó otros seis capítulos más.
La serie fue publicada en diversos países:
- Argentina, por la revista "El Tony", que a partir del número 278 también se difundió en España;
- Francia, en la colección "Pistes Sauvages" y en álbumes por Hachette;
- Portugal, en las colecciones "Jaguar" y "Moderna".[1]
- España, en la revista teórica "Sunday Comics".
- España, en 2006 Glénat edita un tomo recopilatorio.

Con respecto a los originales de Sunday, Faustino Rodríguez y su esposa Eulalia Eguren tuvieron una participación activa en que les fueran devueltos: En uno de sus viajes, al inicio de los años setenta a los países escandinavos, compraron algunas publicaciones en las que se editaba Sunday. A su regreso se lo comunicaron a Ramón de la Fuente. Ni él ni su hermano Víctor sabían de esta publicación, ni habían cobrado derechos. Le envían los ejemplares. Víctor y Ramón, lograron con ello que les fueran devueltos los originales, cosa que por aquel entonces (1972 o 73) no se hacía.

## Serialización
La serie consta de capítulos de 24 planchas:
| Número | Título                           | Título en otras versiones           | Publicación |
| ------ | -------------------------------- | ----------------------------------- | ----------- |
| 1      | «Mi nombre es Sunday»            | —                                   | —           |
| Tema:  |                                  |                                     |             |
| 2      | «Un tren para ninguna parte»     | —                                   | —           |
| Tema:  |                                  |                                     |             |
| 3      | «Linchad al asesino»             | —                                   | —           |
| Tema:  |                                  |                                     |             |
| 4      | «El tribunal del odio»           | Les judges maudits (para Hachette). | —           |
| Tema:  |                                  |                                     |             |
| 5      | «La mujer de Slade»              | —                                   | —           |
| Tema:  |                                  |                                     |             |
| 6      | «Una cuerda para el muerto»      | The Buzzards (en inglés)            | —           |
| Tema:  |                                  |                                     |             |
| 7      | «El ángel del desierto»          | —                                   | —           |
| Tema:  |                                  |                                     |             |
| 8      | «El capitán siniestro»           | —                                   | —           |
| Tema:  |                                  |                                     |             |
| 9      | «Una historia del ferrocarril»   | —                                   | —           |
| Tema:  |                                  |                                     |             |
| 10     | «La noche de Apache Wells»       | —                                   | —           |
| Tema:  |                                  |                                     |             |
| 11     | «Los acres de la discordia»      | —                                   | —           |
| Tema:  |                                  |                                     |             |
| 12     | «El diablo de los mil incendios» | —                                   | —           |
| Tema:  |                                  |                                     |             |